# Toul
Toul (tedesco: Tull) è un comune francese di 16 326 abitanti situato nel dipartimento della Meurthe e Mosella nella regione del Grande Est.

## Monumenti e luoghi d'interesse
- Cattedrale di Santo Stefano. È il principale monumento cittadino. Venne edificato in più riprese tra il 1210 e il 1496 con grande rispetto dei progetti originali, che le hanno conferito una grande unità stilistica. Rappresenta un esempio dell'architettura gotica, soprattutto per la sua facciata in stile gotico fiammeggiante.
- Fortificazioni. Il centro storico è tuttora circondato dalle fortificazioni bastionate erette nel 1700 su progetto dell'architetto Vauban.

## Galleria d'immagini

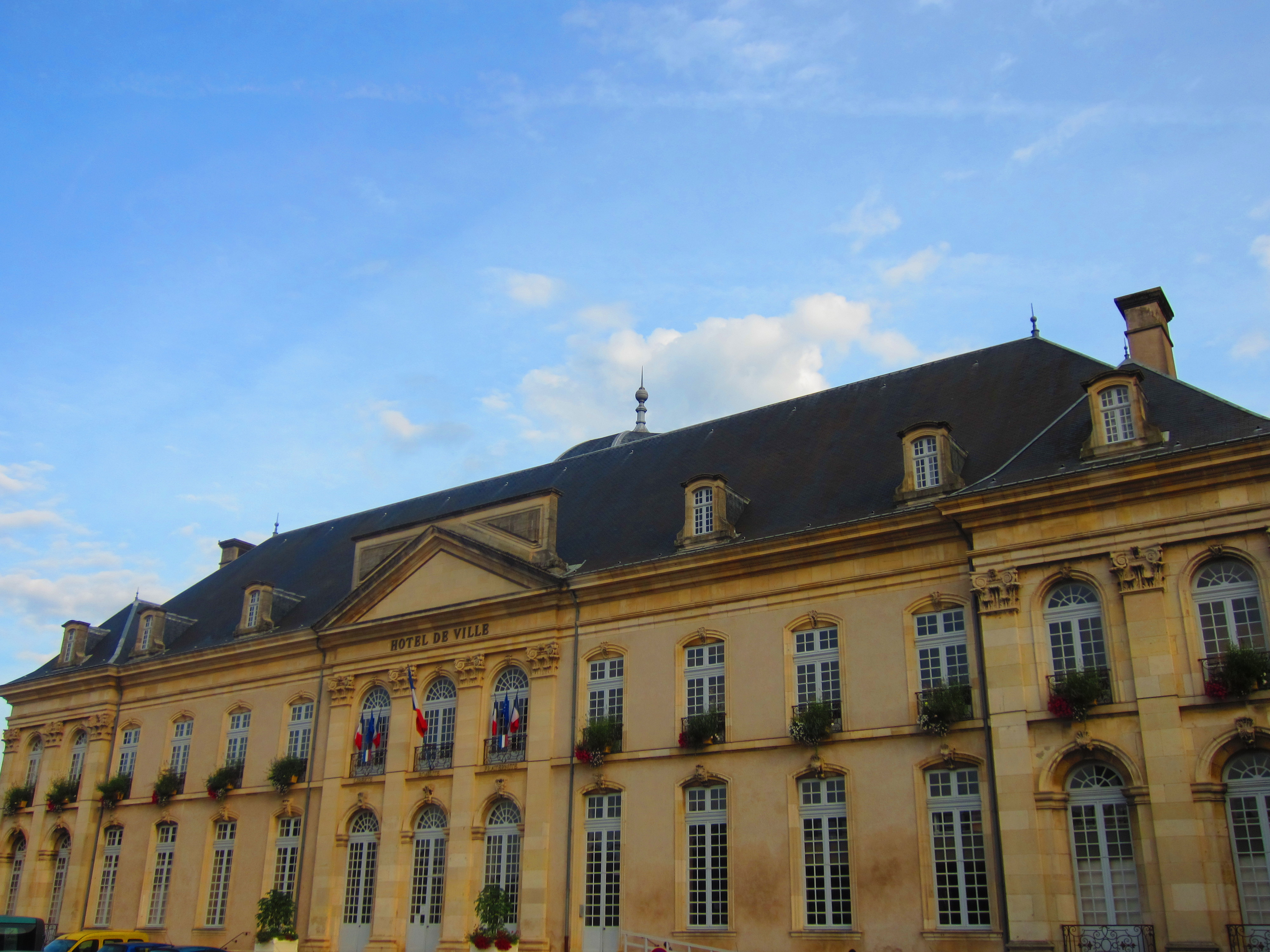
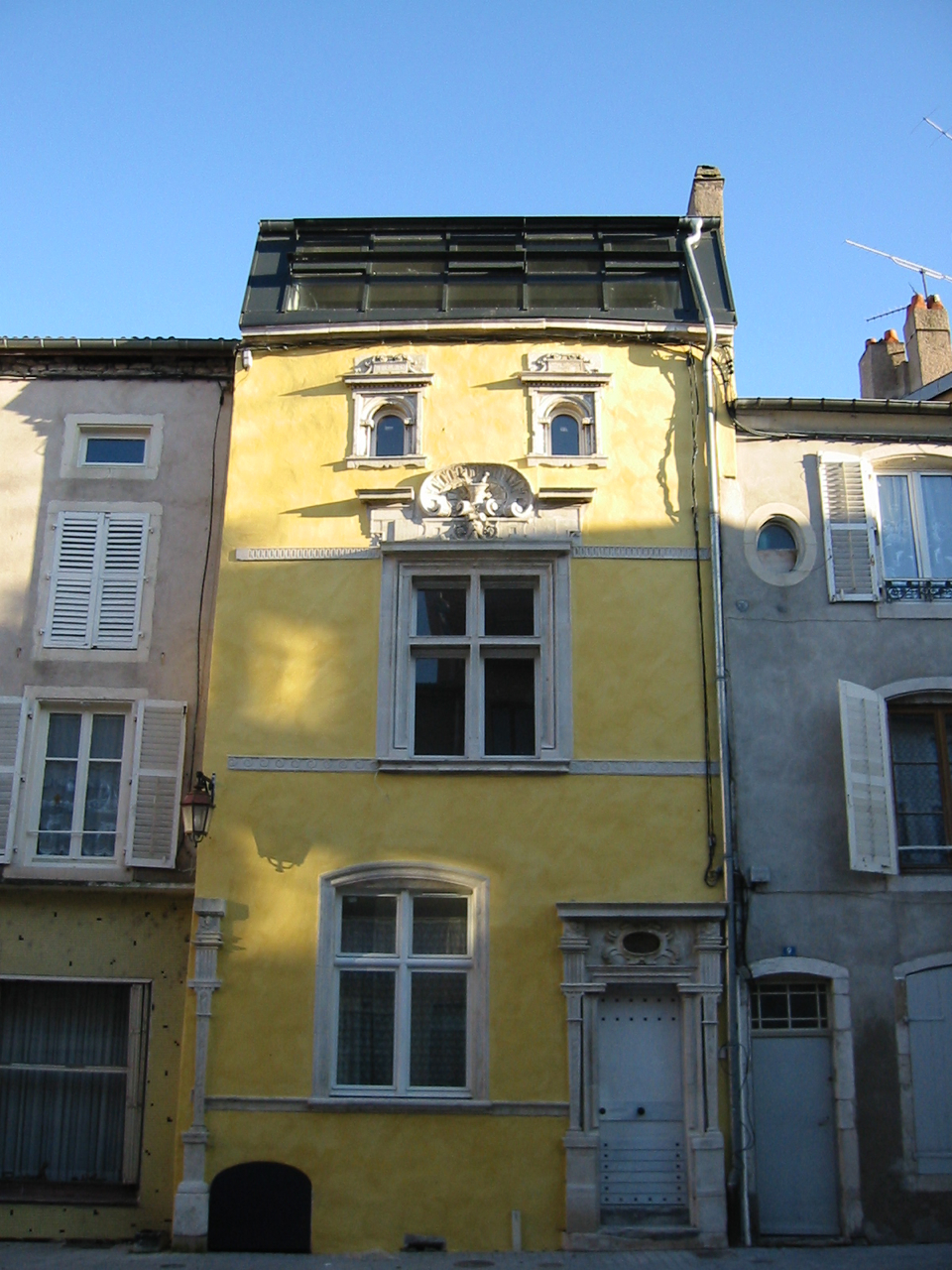
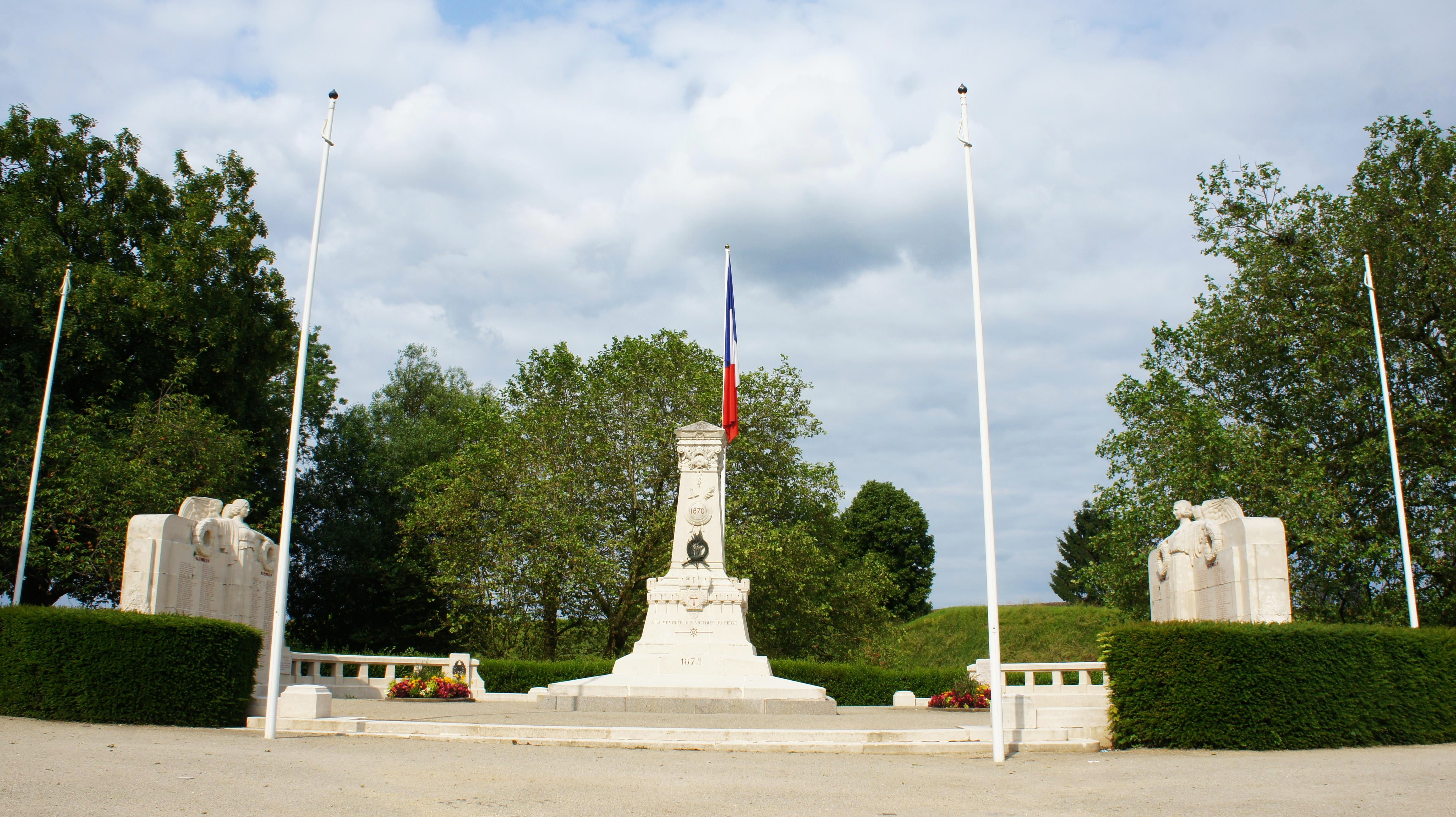
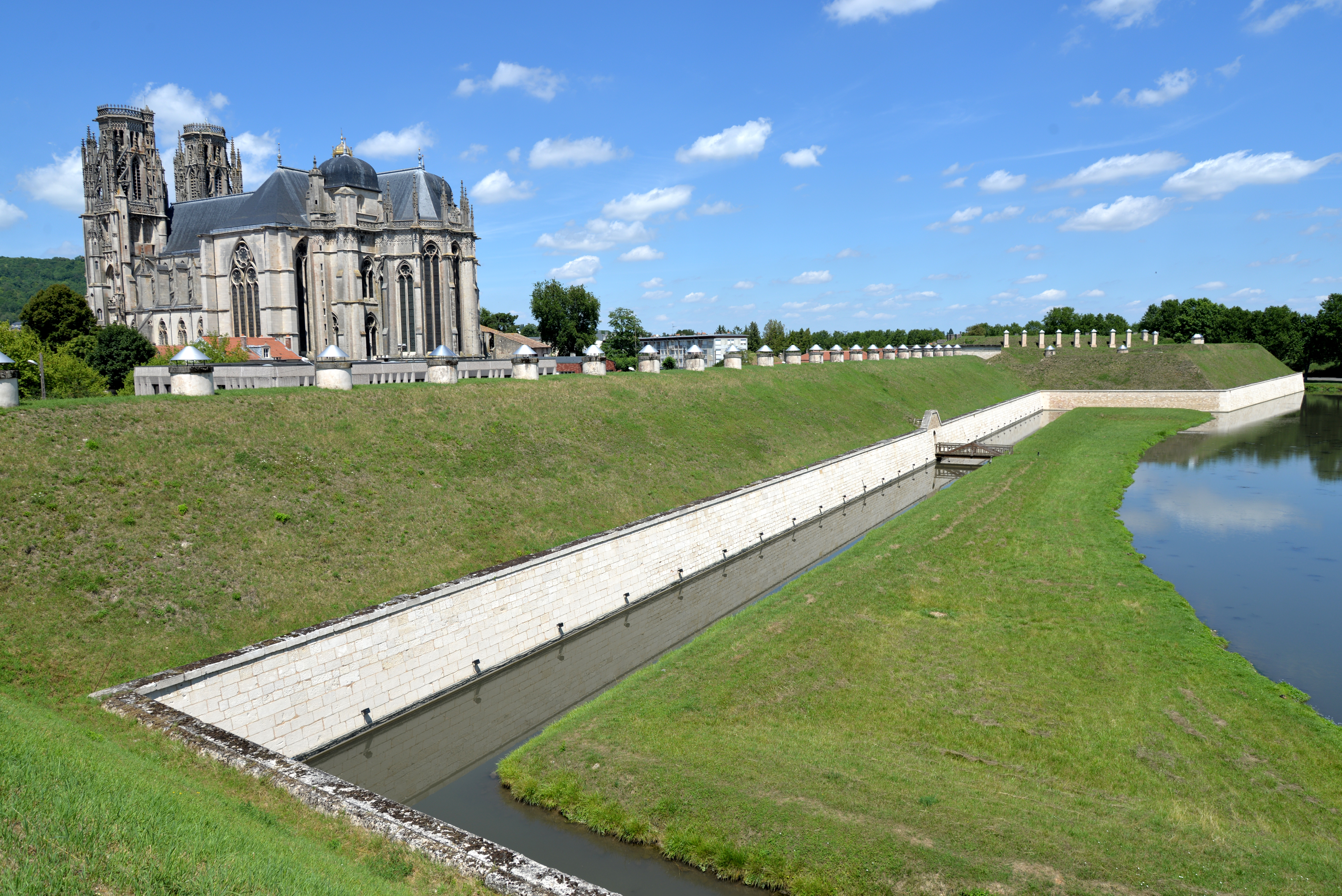
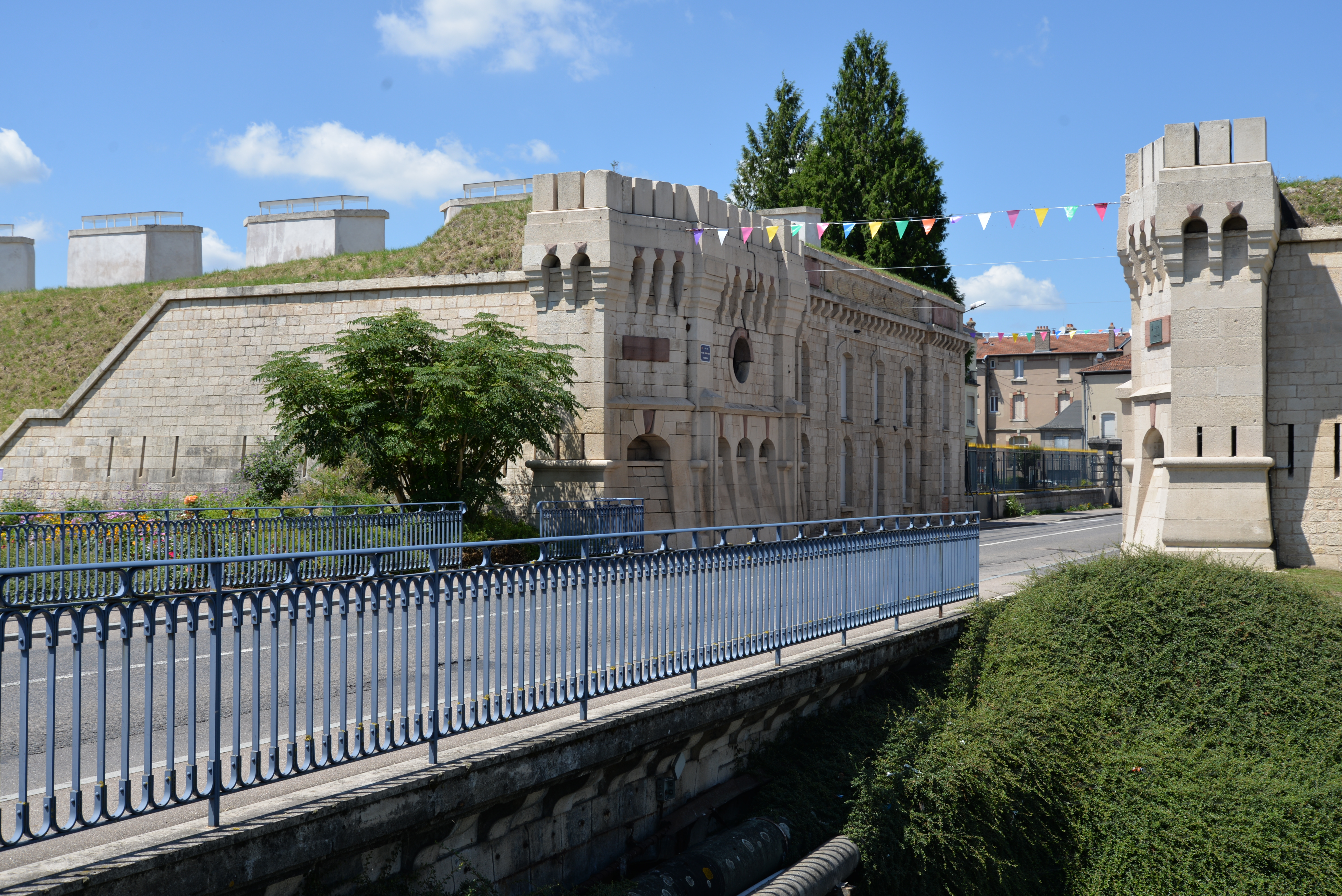
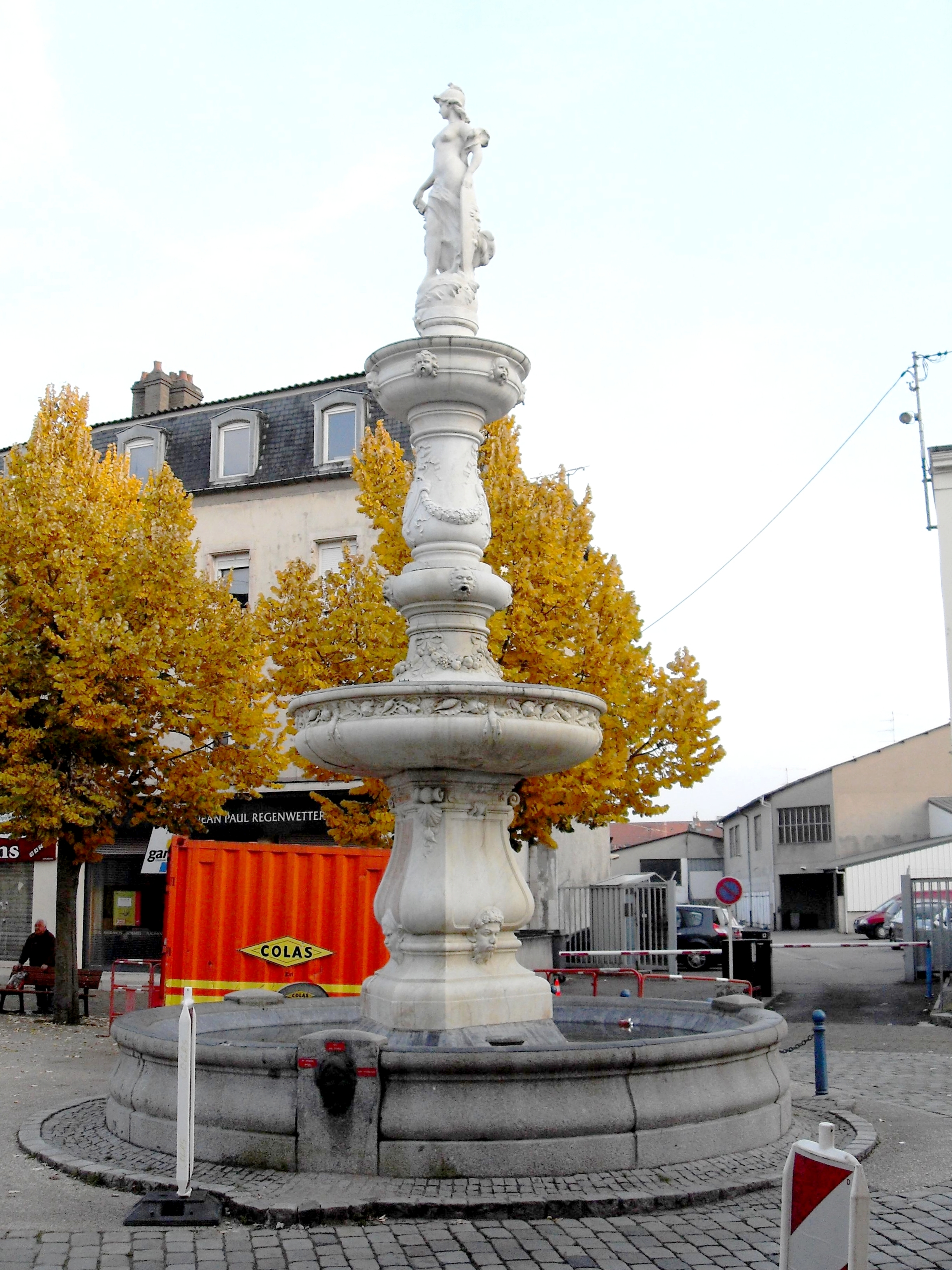
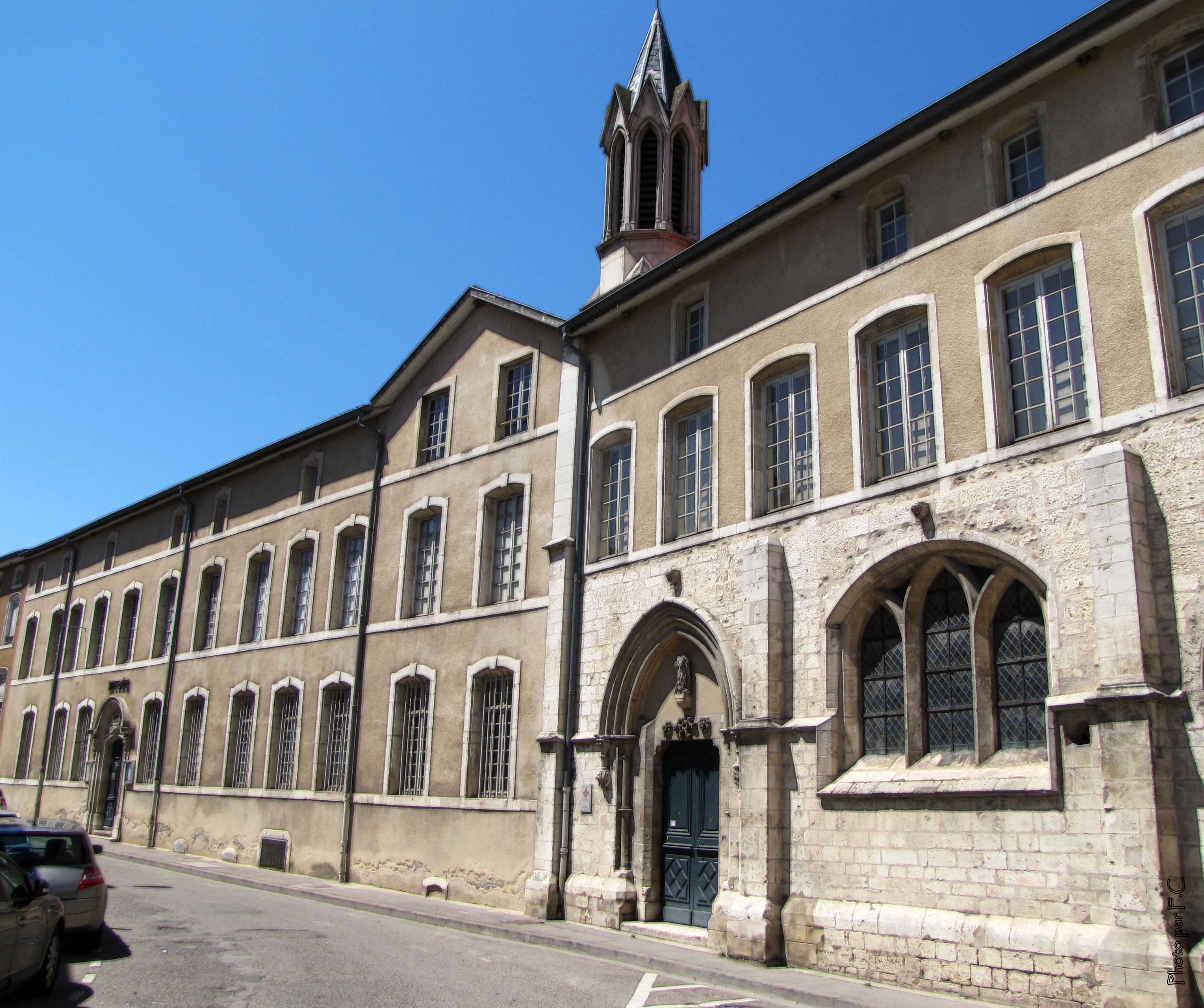
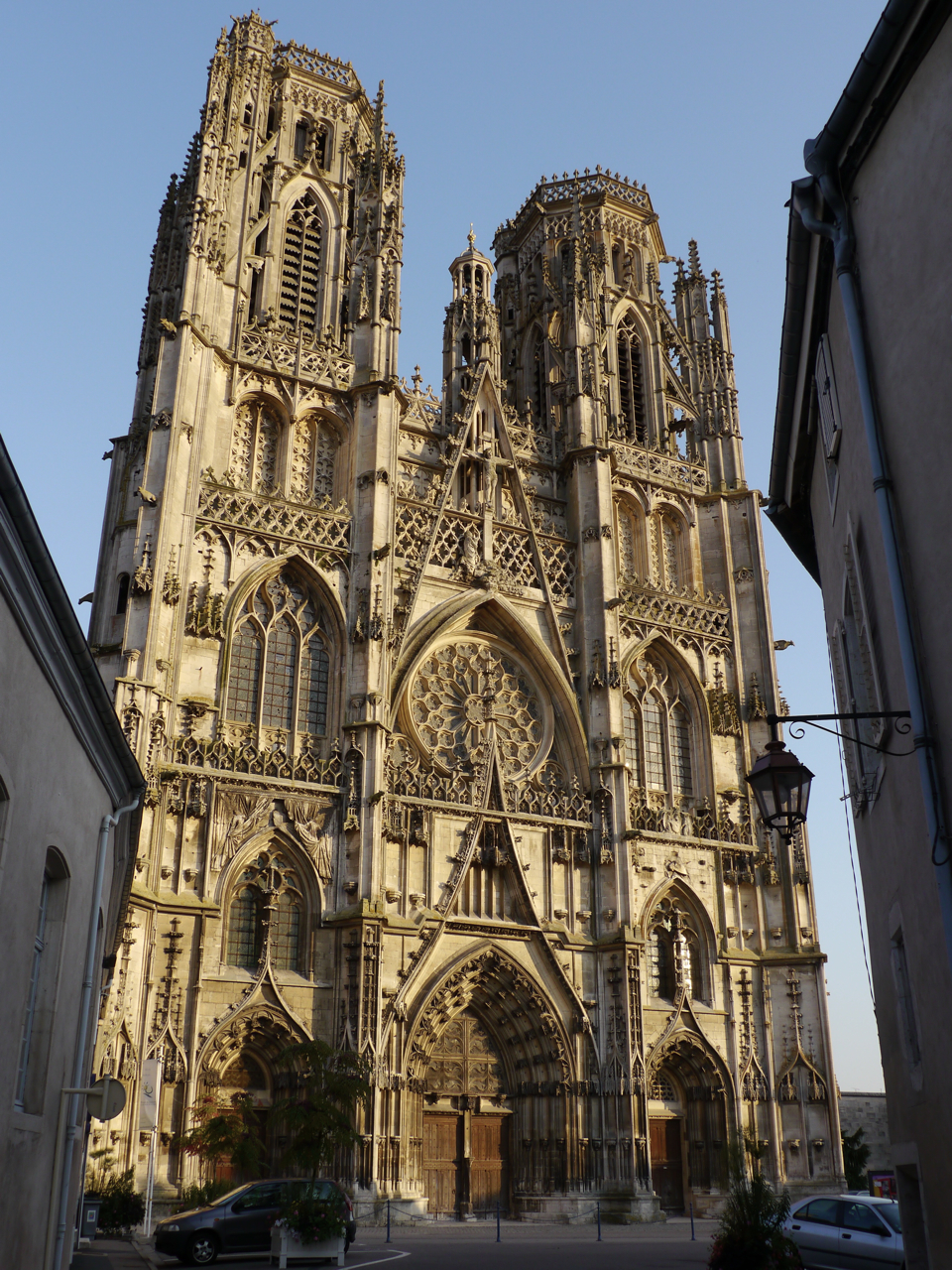
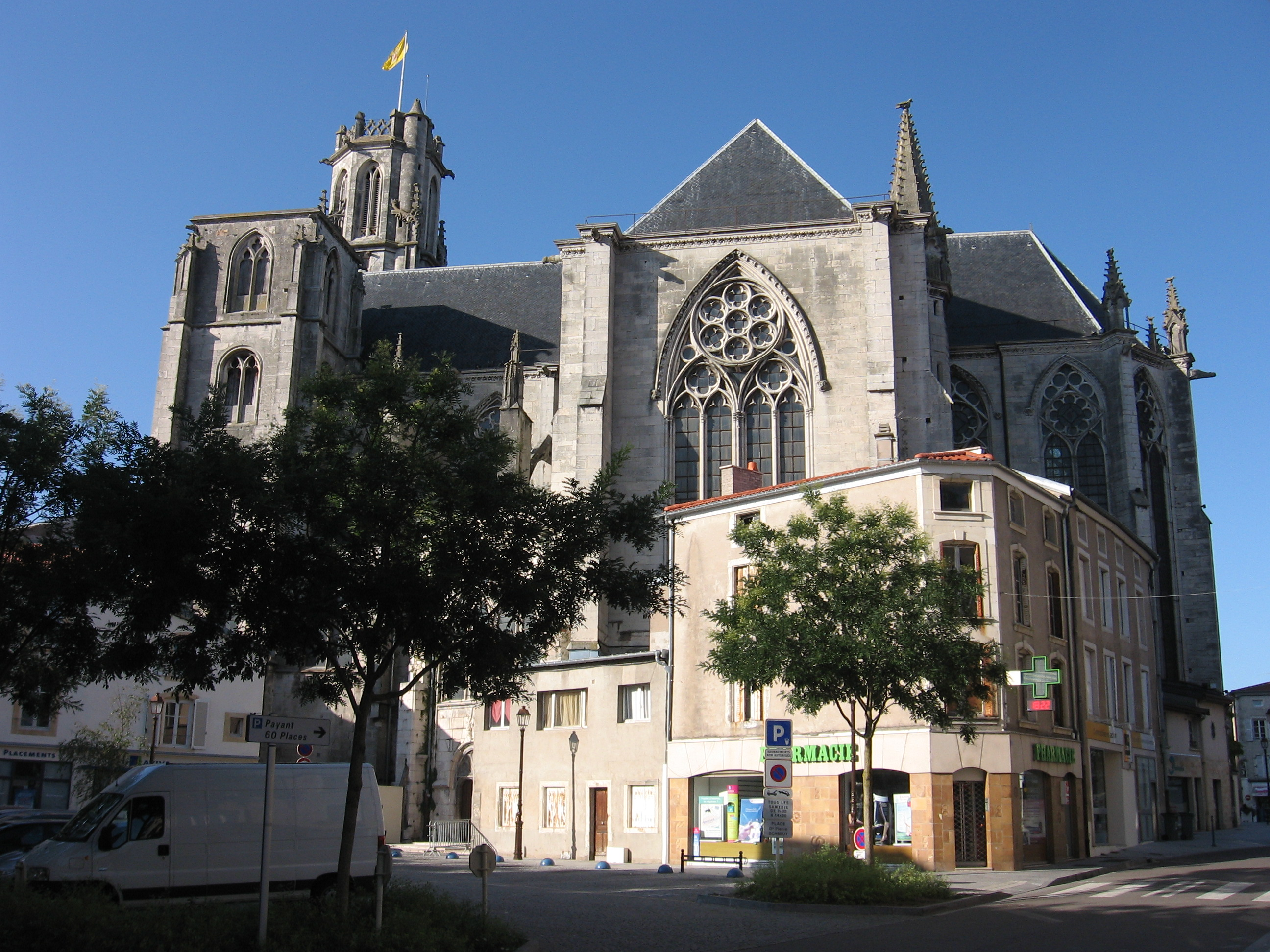
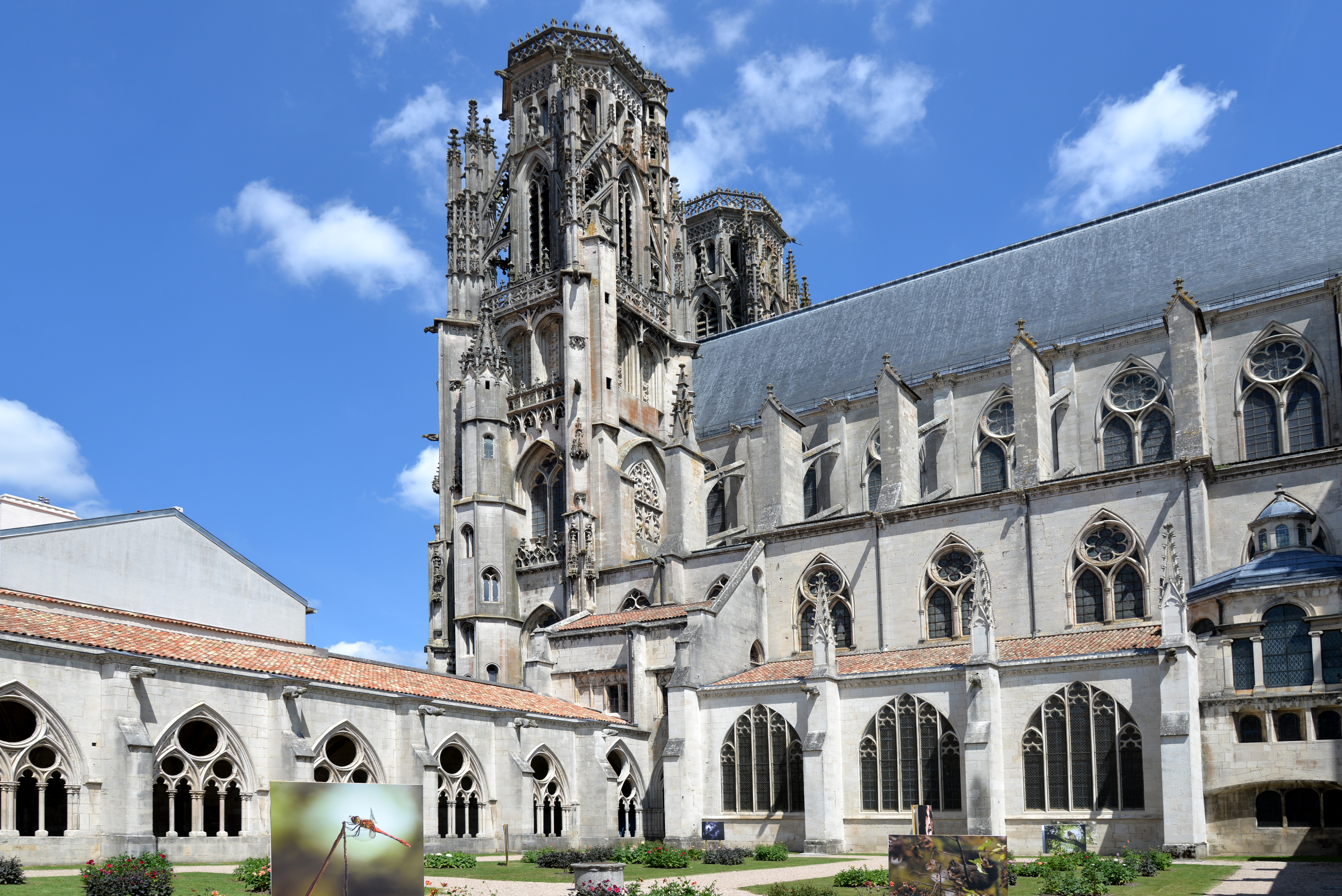
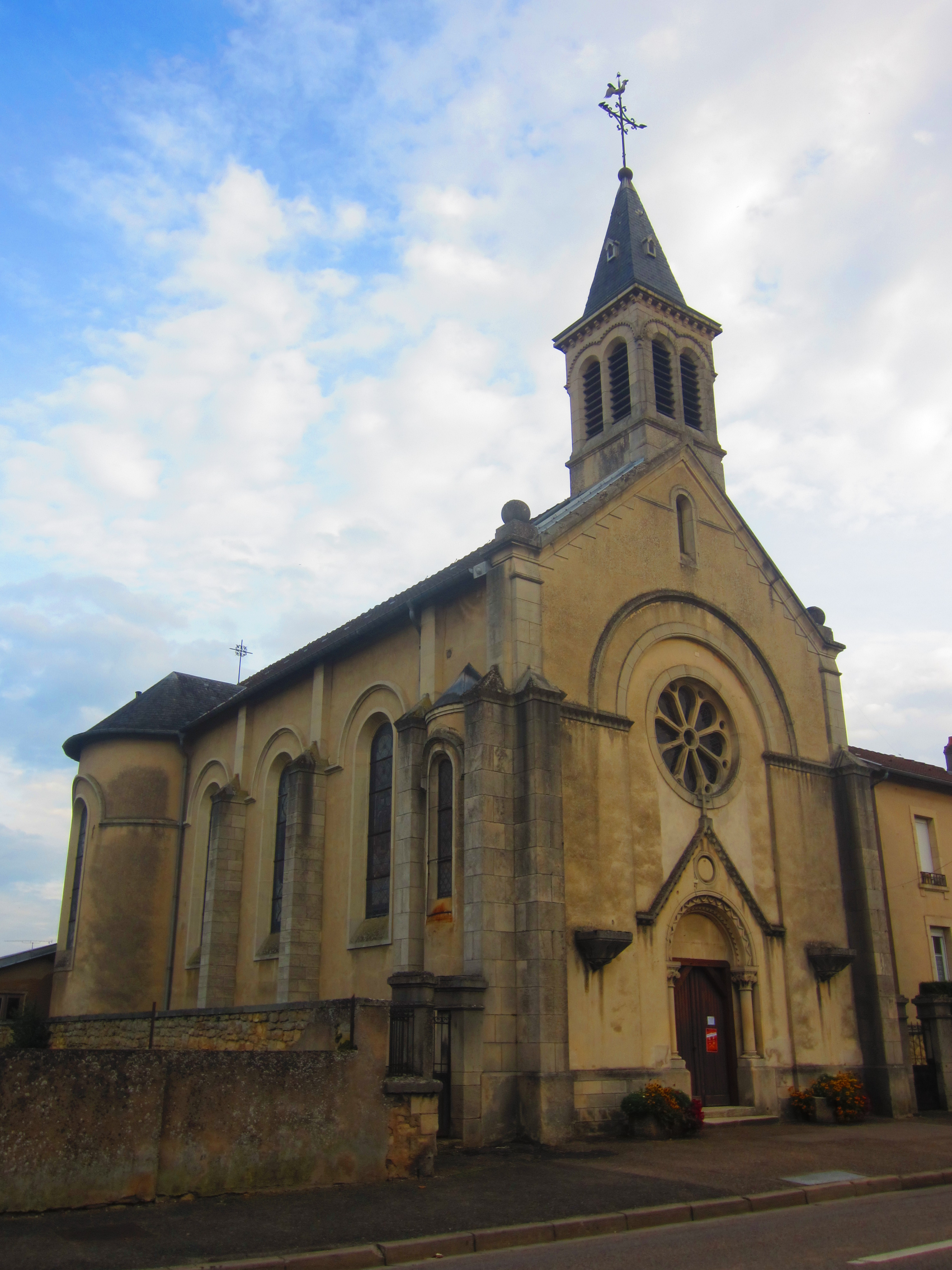
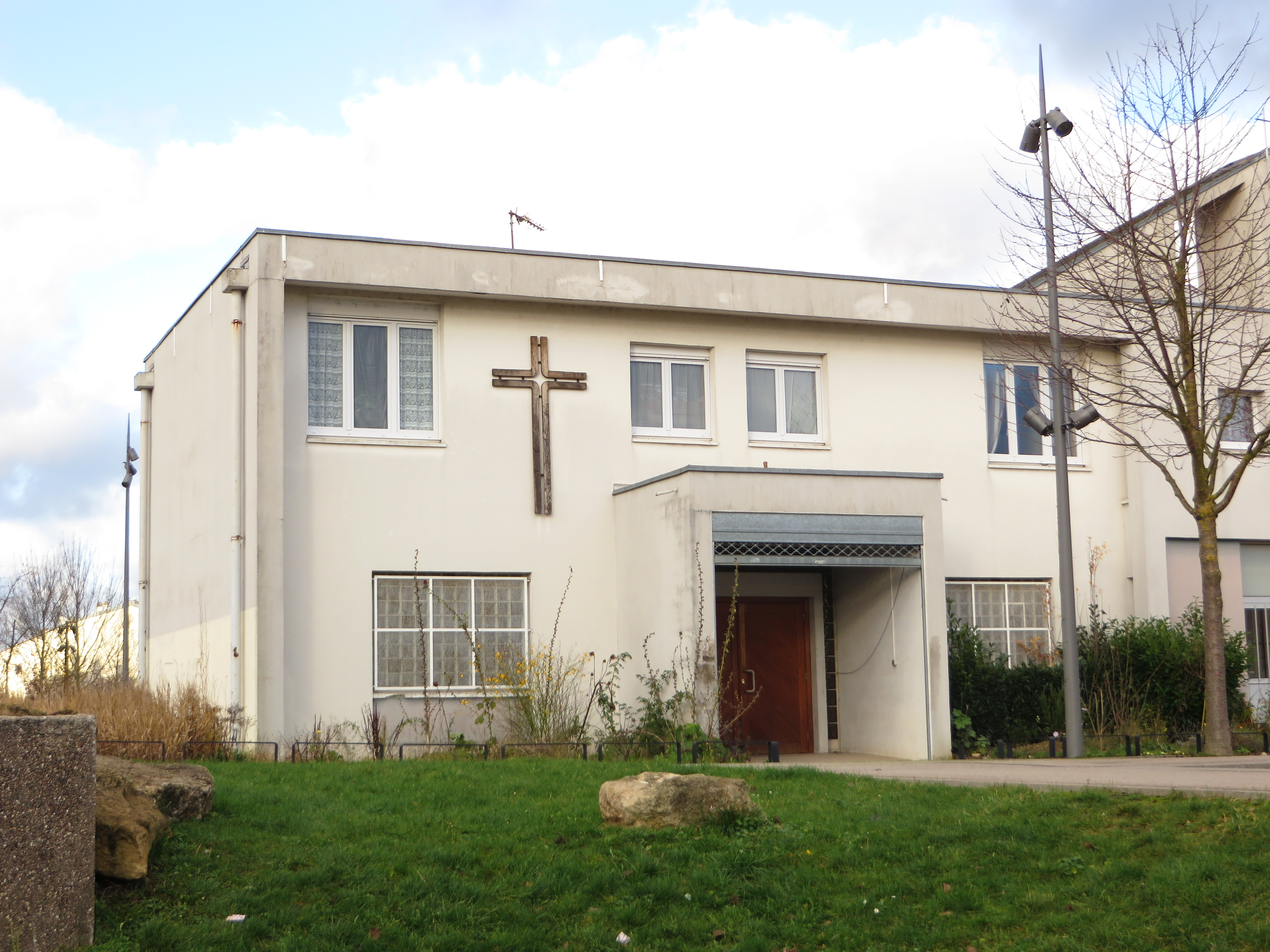
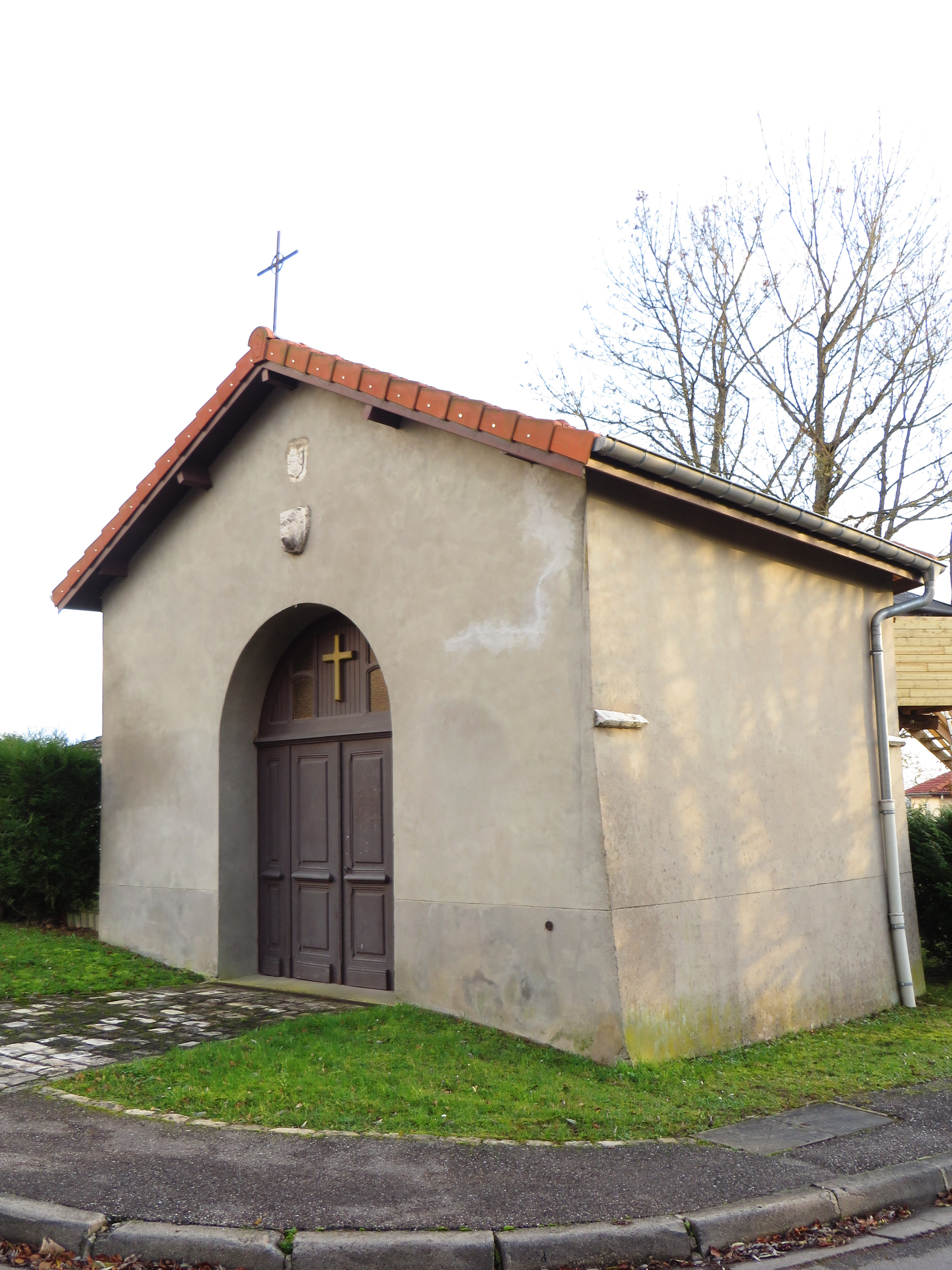
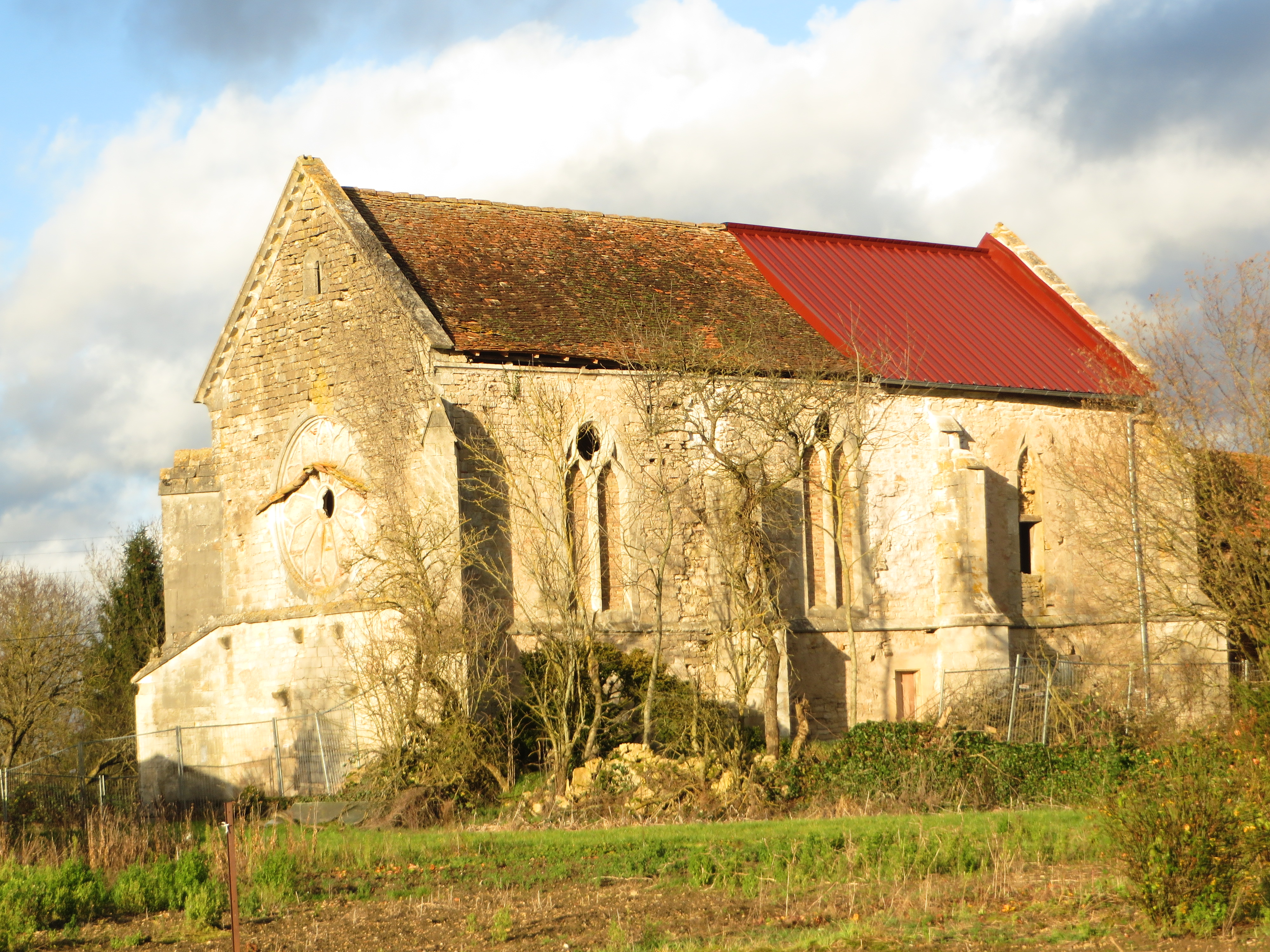
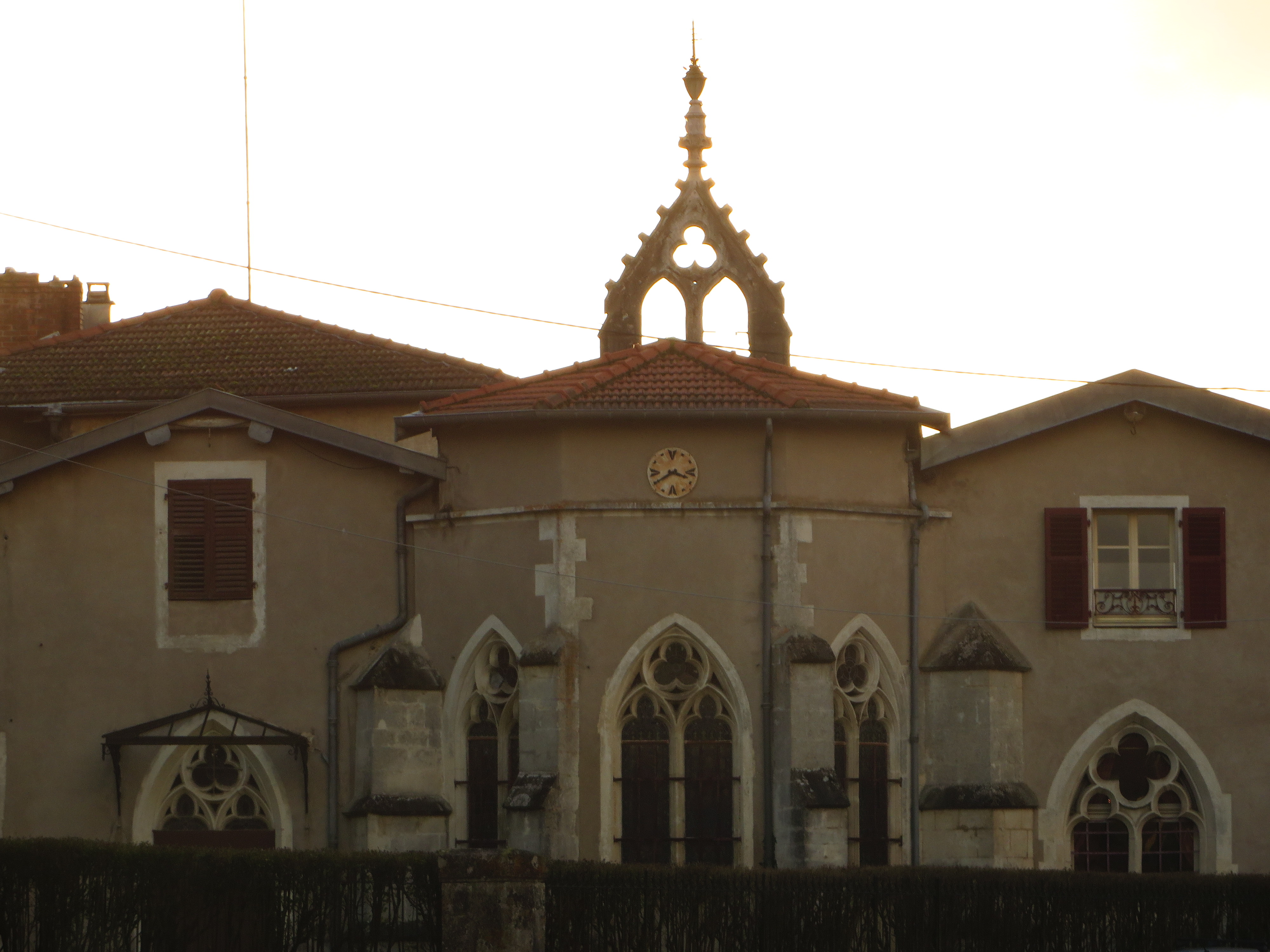
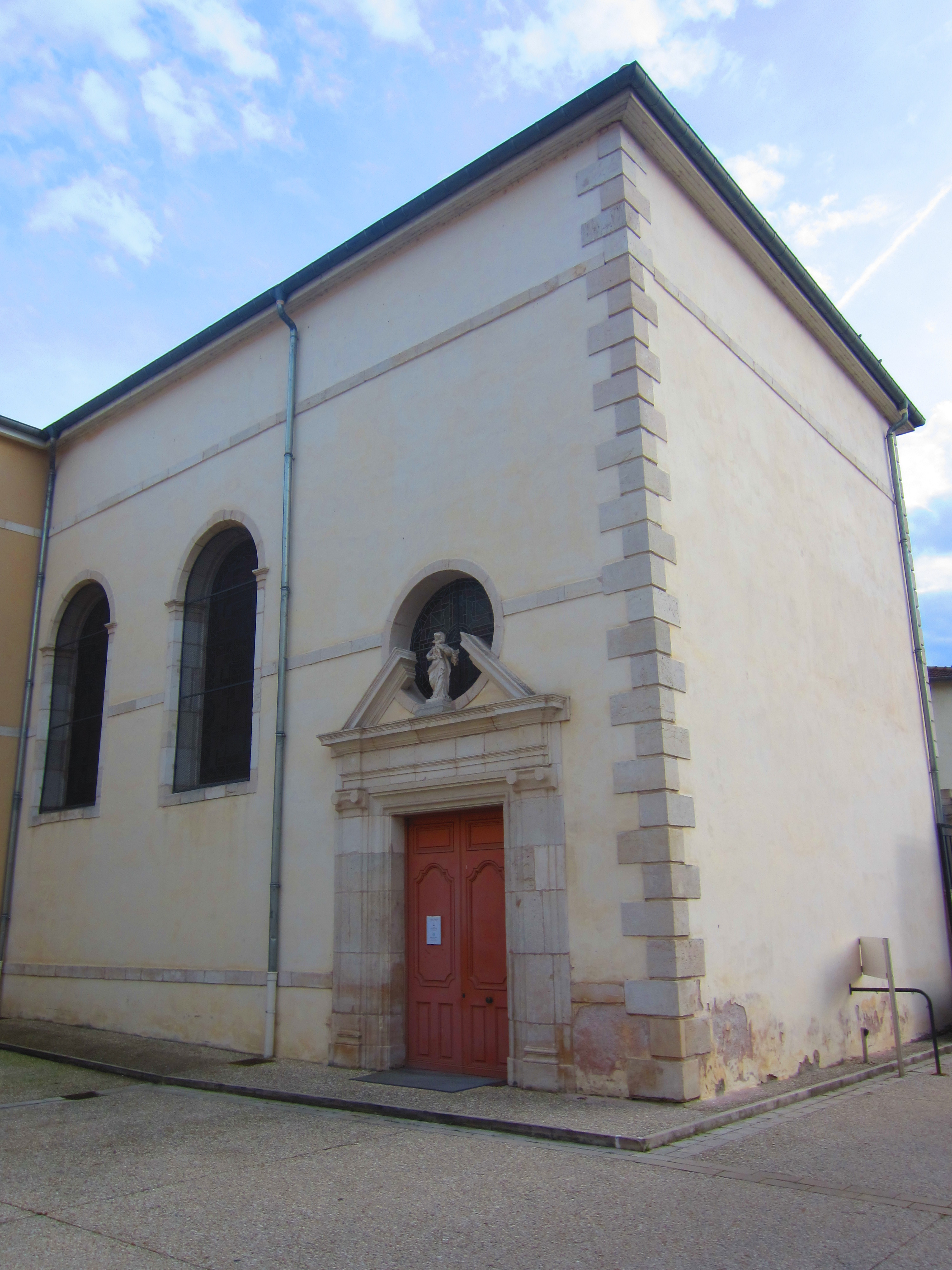
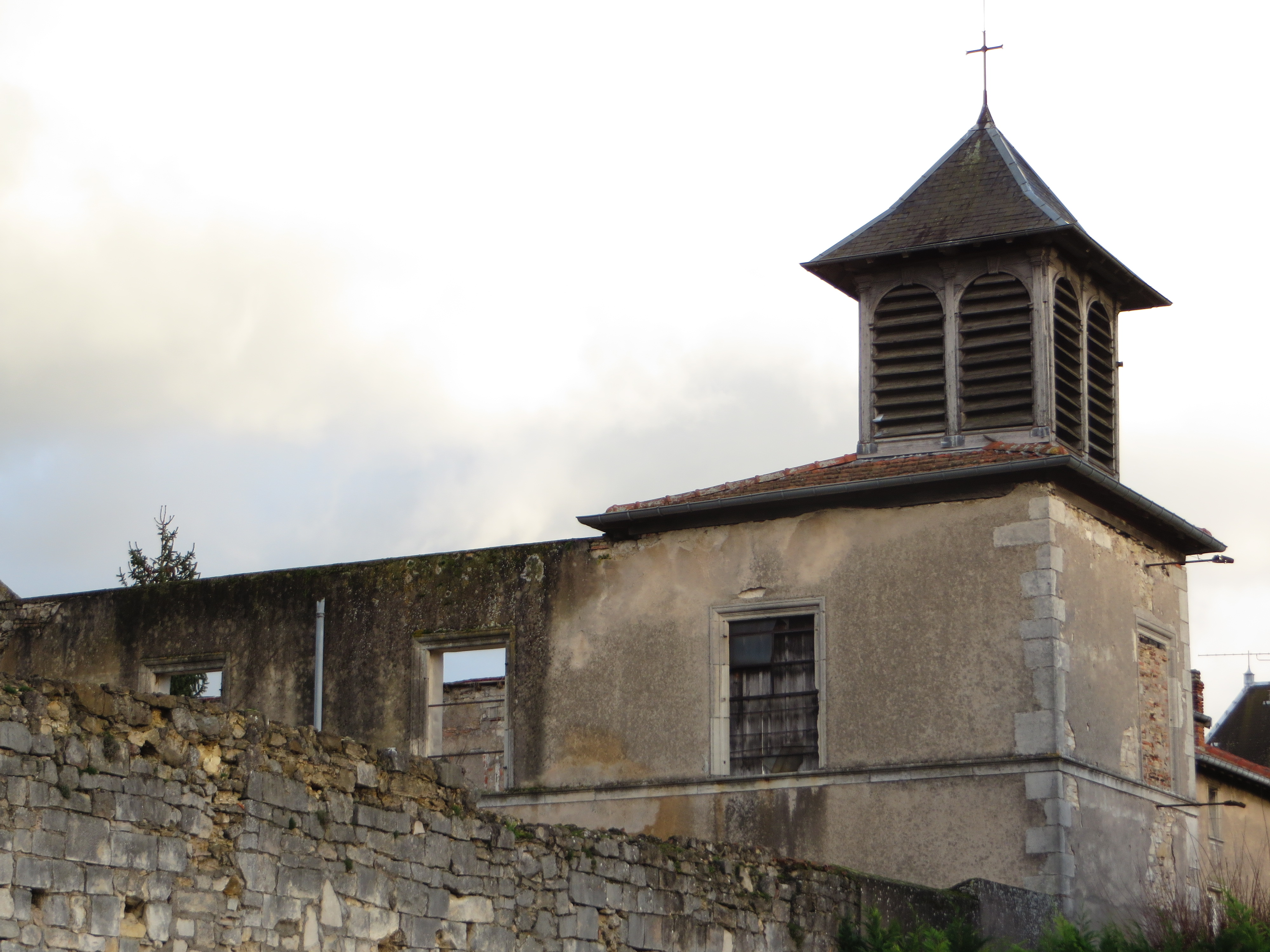
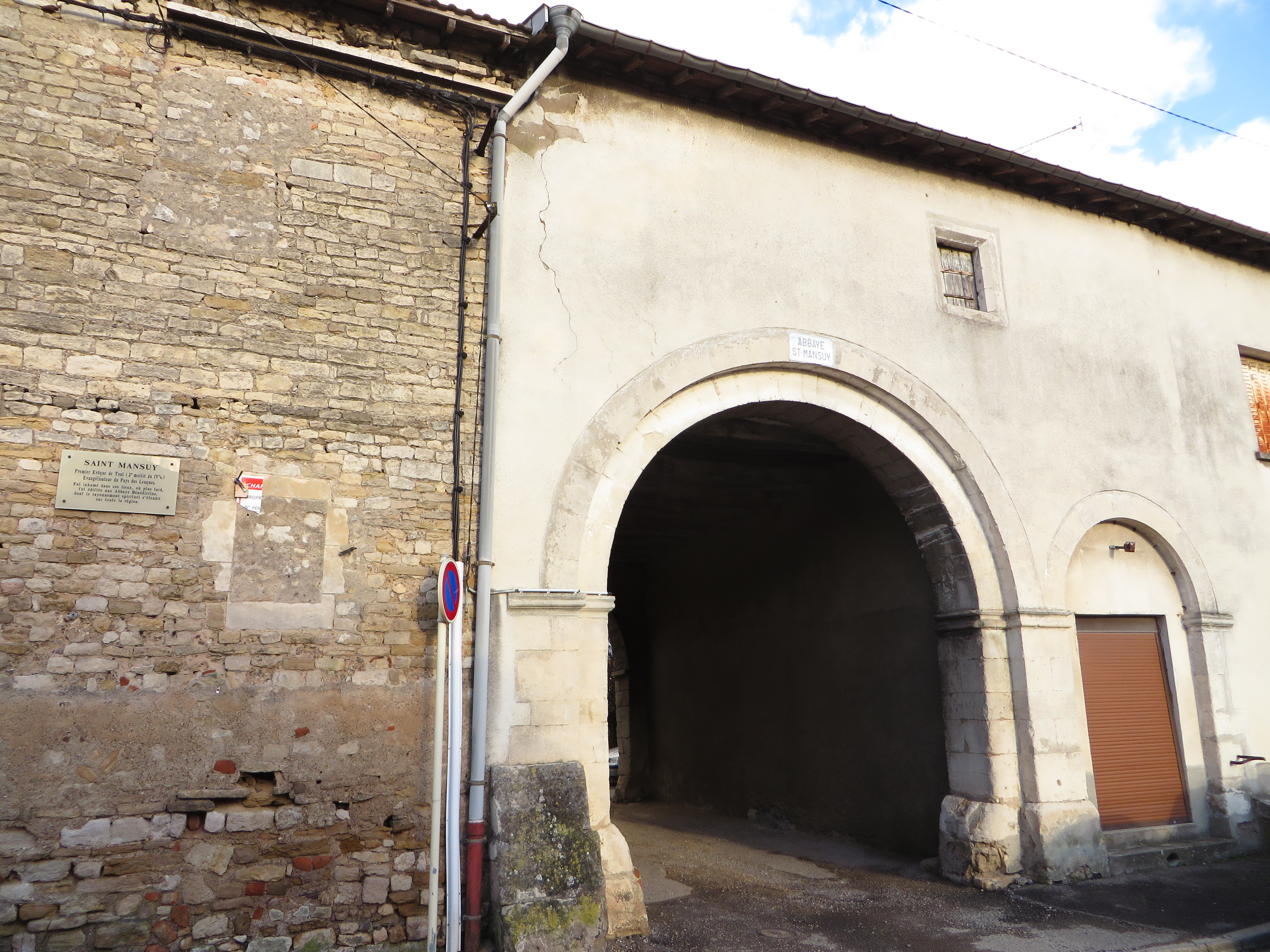
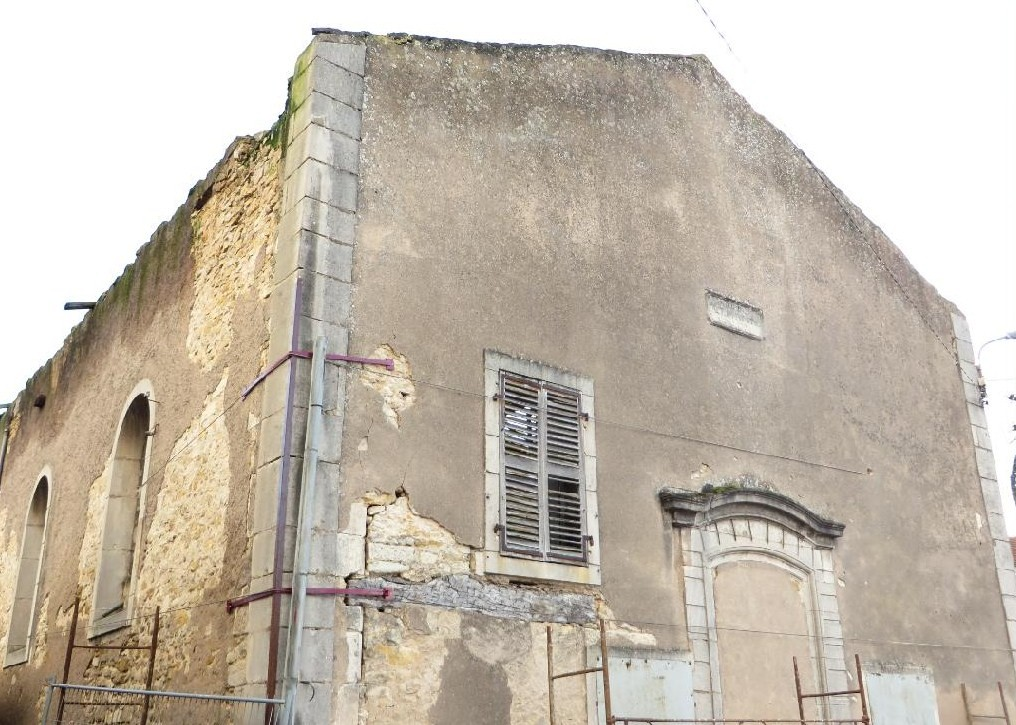
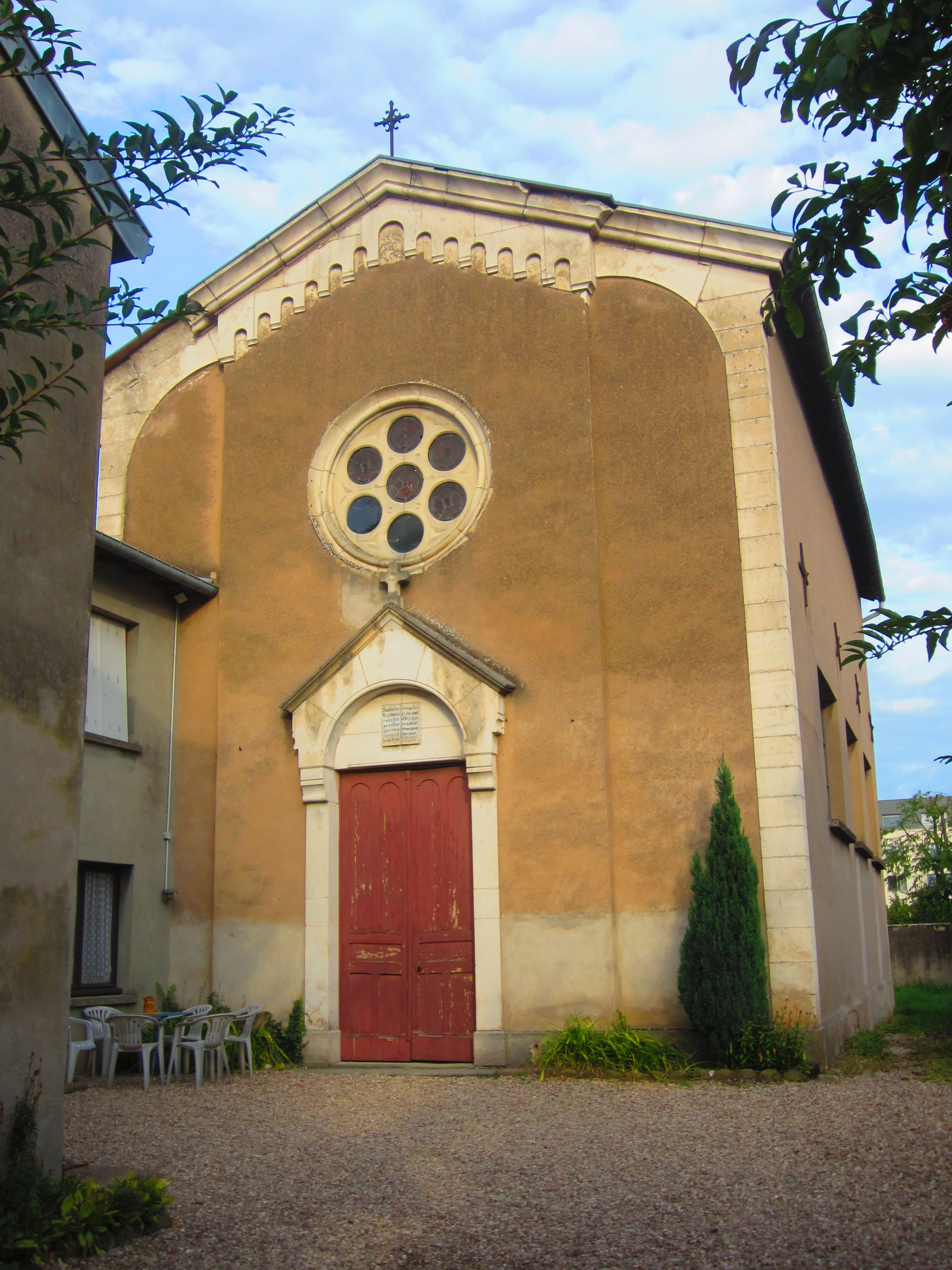
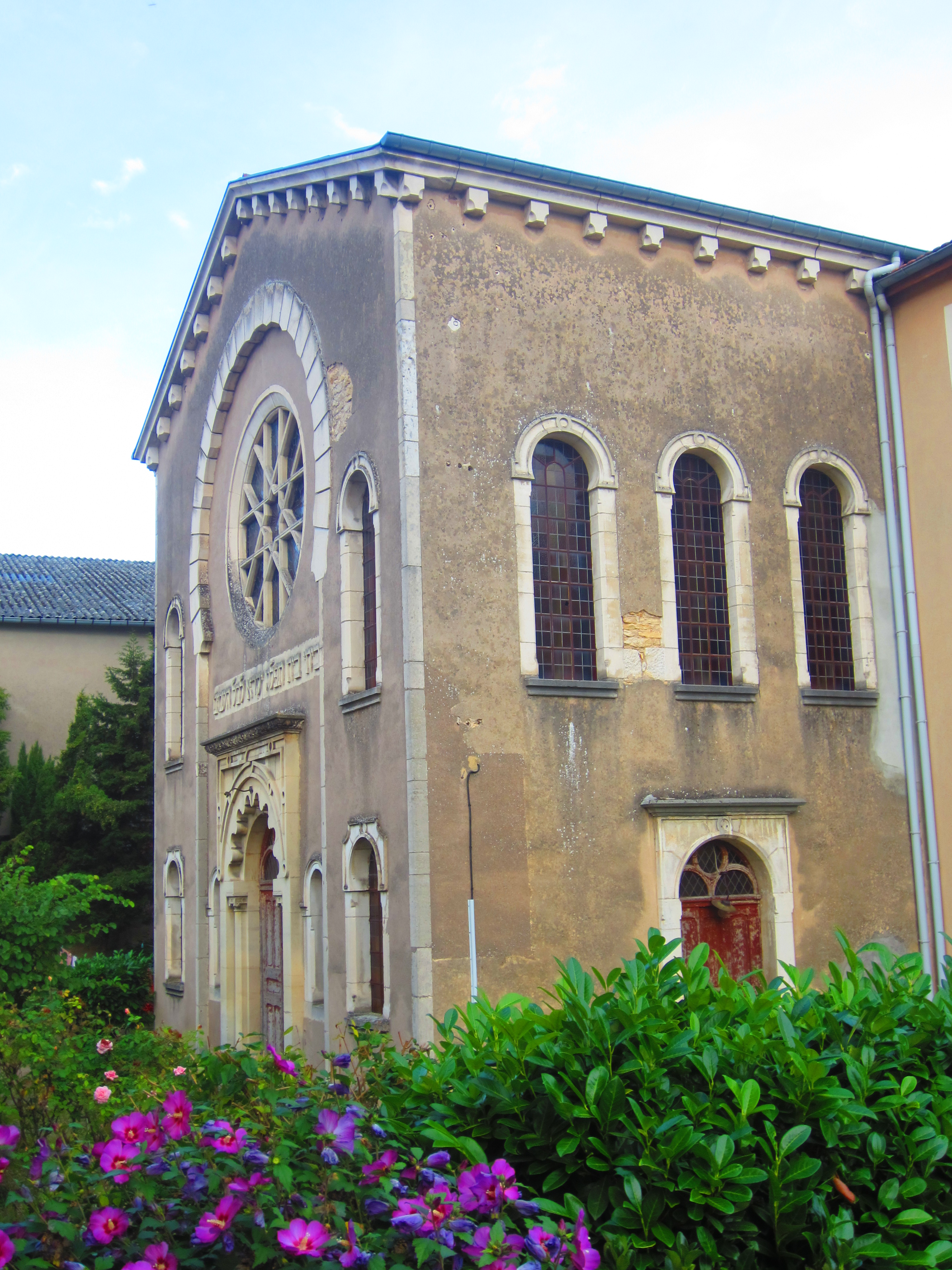

## Società

### Evoluzione demografica
Abitanti censiti

## Amministrazione

### Gemellaggi
Toul è gemellata con:
- Hamm, dal 1987[2]